# Peter Brosens
Peter Brosens est un réalisateur belge né en 1962 à Louvain. Avec Jessica Woodworth, il a réalisé, écrit et produit  Khadak, Altiplano et La Cinquième Saison.
Son film Altiplano (2009), coréalisé aussi avec sa femme, Jessica Woodworth, a été sélectionné au Festival de Cannes en 2009, dans le cadre de la Semaine de la critique, puis pour les festivals internationaux de Sydney et Bangkok, où il a décroché le premier prix. Il a remporté le prix du meilleur long-métrage au festival Avanca 2010 (Portugal). Le film a aussi été récompensé par le grand prix au Festival du cinéma européen de Virton.

## Filmographie

### Réalisateur
- 1994 : City of the Steppes, documentaire
- 1998 : State of Dogs, documentaire
- 1999 : Poetes de Mongolie, documentaire
- 2001 : The Eclipse of Sint-Gillis, documentaire (coréalisateur)
- 2006 : Khadak
- 2009 : Altiplano
- 2012 : La Cinquième Saison
- 2016 : King of the Belgians

### Scénariste
- 1994 : City of the Steppes, documentaire
- 1998 : State of Dogs, documentaire
- 2006 : Khadak
- 2009 : Altiplano
- 2012 : La Cinquième Saison
- 2016 : King of the Belgians

### Producteur
- 1994 : City of the Steppes, documentaire
- 1997 : Nazareth, documentaire (coproducteur)
- 1998 : State of Dogs, documentaire
- 1999 : Poetes de Mongolie, documentaire
- 2000 : Taivasta vasten, documentaire (coproducteur)
- 2002 : The Virgin Diaries, documentaire
- 2006 : Khadak
- 2009 : Altiplano
- 2012 : La Cinquième Saison
- 2016 : King of the Belgians

## Distinctions

### Récompenses
- 2006 : prix Luigi-De-Laurentis pour la meilleure première œuvre à la Mostra de Venise pour Khadak

### Nominations
- 2012 : Lion d'argent - Prix de la mise en scène à la Mostra de Venise pour La Cinquième Saison
- 2014 : Magritte du Meilleur scénario original ou adaptation pour La Cinquième Saison